# Helena Lindahl
Helena Sofi Lindahl, född 1 juli 1972 i Nysätra församling i Västerbottens län, är en svensk politiker (centerpartist). Hon är ordinarie riksdagsledamot sedan 2011 (dessförinnan statsrådsersättare från 2010), invald för Västerbottens läns valkrets. Lindahl är Centerpartiets landsbygdspolitiska talesperson.
I riksdagen är Lindahl ledamot i näringsutskottet sedan 2011. Hon är eller har varit suppleant i arbetsmarknadsutskottet, civilutskottet, EU-nämnden, finansutskottet, försvarsutskottet, justitieutskottet, konstitutionsutskottet, kulturutskottet, miljö- och jordbruksutskottet, näringsutskottet, skatteutskottet, socialförsäkringsutskottet, socialutskottet, trafikutskottet, utbildningsutskottet och utrikesutskottet.
Lindahl uppmärksammades i januari 2019 då hon gick emot partilinjen och var den enda riksdagsledamoten från partierna bakom Januariavtalet som röstade nej till Stefan Löfven som statsminister. När samma omröstning kom upp igen 2021 sa hon att hon skulle följa partiets officiella linje och röstade senare för att Löfven skulle fortsätta som statsminister.